# Dufrénita
La dufrénita es un fosfato hidratado de hierro ferroso y férrico, con calcio e hidroxilos. Frecuentemente se ha confundido con otras especies, y probablemente fue observada por otros mineralogistas antes de que Alexandre Brongniart propusiera en 1833 el nombre que lleva, homenaje a Pierre Armand Petit Dufrénoy, profesor de mineralogía en la Escuela de Minas de París. Se consideran como localidades tipo dos distintas, Anglar, Haute-Vienne, Francia, y la mina Hoff auf mich, en Ullersreuth, Hirschberg, Vogtland, Alemania. La segunda de ellas es de donde proceden los ejemplares que se utilizaron para redefinirla como especie, separándola de la rockbridgeita.

## Propiedades físicas y químicas
La dufrenita forma una serie con la natrodufrenita, su equivalente con sodio en lugar de calcio, de la que es visualmente indistinguible. Es de color verde de distintos tonos, verde oliva, verde azulado, amarronado o incluso muy oscuro, casi negro. Por oxidación parcial toma tonos rojizos. Además de los elementos de la fórmula, puede contener también magnesio, manganeso, sodio y aluminio.

## Yacimientos
La dufrénita se encuentra como un mineral secundario en asociaciones de fosfatos de pegmatitas y en zonas de alteración (gossan) de minerales ferruginosos. Se ha descrito en más de un centenar de localidades, pero es posible que en algunos casos se trate de otros minerales, especialmente de natrodufrenita ya que sus propiedades ópticas son muy semejantes  y la presencia de calcio como componente esencial se descubrió mucho más tarde. Además de la localidad tipo, son muy conocidos los ejemplares de Wheal Phoenix, en Cornualles (Gran Bretaña).